# Collaborative Planning, Forecasting, and Replenishment
Collaborative Planning, Forecasting, and Replenishment (CPFR) é um programa colaborativo entre os diferentes intervenientes da cadeia de abastecimento, que estabelece uma coordenação entre a produção, planejamento, previsão de vendas e reposição (Fliedner, 2003, p. 14).
O CPFR pretende ser uma alternativa válida ao Efficient Consumer Response (ECR) aproveitando os aspectos positivos deste, mas apresentando mais soluções no lado da procura. Tendo o ECR uma maior focalização no fornecedor, sobretudo na redução dos custos e agilização das empresas, o CPFR vem trazer uma maior preocupação pelo cliente final, através da gestão conjunta de processos e da troca de informação (Carvalho et al., 2000, p. 148). Este programa encontra-se sobre a alçada do VICS (Voluntary Interindustry Commerce Standards) (Carvalho et al., 2000, p. 144).
O CPFR é um modelo onde o aperfeiçoamento é realizado de uma forma contínua, havendo a necessidade de experimentar, analisar, inovar e de novo experimentar. A importância que a colaboração assume em diversos aspectos, tanto na indústria como no varejo, revela-se como a principal vantagem deste programa. O CPFR torna-se capaz de gerar resultados nas grandes, médias e pequenas empresas, com particular destaque ao nível do planejamento e da reposição de mercadorias (Andraski, 2002, p. 3).

## CPFR como modelo colaborativo
Neste âmbito, o pensamento é direccionado para essa mesma colaboração juntamente com a construção de um modelo subjacente, com uma dimensão diferente da tradicional. As parcerias deste tipo baseiam-se na necessidade de partilha de dados comparáveis entre as diferentes organizações contrariando a usual existência de apenas uma fonte de dados relevante. Estes dados, são na sua esmagadora maioria informações relativas a previsões elaboradas pelas diversas identidades, o que torna necessário uma maior organização, um melhor planejamento e uma clara definição de regras entre as partes (Carvalho et al., 2000, p. 144).

## Desafios do CPFR
Este modelo colaborativo fornecedor/cliente tem encontrado apoio num movimento com grande adesão nos EUA e através da análise de alguns resultados, é permitido afirmar que começa a ser absorvido pelas organizações europeias. O CPFR que possui a capacidade de reunir num mesmo grupo empresas dos sectores industriais e comerciais, não tem apenas a pretensão de se tornar uma forma mais fácil de EDI através da Internet ou de ser um simples processo de trocas entre fornecedores e clientes, pretende revolucionar a forma de fazer negócios e alcançar uma posição de referência, superando em valorização o EDI e o ERP. Um dos desafios do CPFR, além de alinhar a concorrência entre empresas nas cadeias de abastecimento, é o de através das novas tecnologias e num ambiente Web projectar este alinhamento através de redes (Carvalho et al., 2000, p. 144).
Tendo já um conjunto de organizações bastante alargado e representativo aderido a este programa, nomeadamente grandes operadores logísticos e organizações vocacionadas para o desenvolvimento logístico empresarial, a responsabilidade do CPFR torna-se acrescida, na medida em que já não é suficiente a função partilha de dados, mas são exigidas premissas como ordens de compra, dados do postos de vendas (POS) e o ajuste e respectiva transferência dos dados relativos à previsão de vendas.
Deverá ser possível ao fornecedor e mesmo aos prestadores de serviço logísticos, intervirem na comparação, validação, correcção ou apenas tomarem conhecimento dos dados ao invés dos dados da previsão estarem apenas submetidos ao produtor. O acesso às várias plataformas construídas para tornar possível a existência de agregação e devolução dos dados de previsão (englobando os referentes a marcas próprias, também partilháveis) por parte do fornecedor, deverá ser também ele uma realidade. Este facto permite ao produtor aceder à desagregação e promover a melhoria do planeamento agregado e da programação da produção.
Para além das trocas de dados dos postos de vendas prosseguirem, o ajuste e a partilha de dados feito de uma forma contínua constitui um input fundamental para estabelecer que a rede/cadeia de abastecimento/pipeline logístico seja capaz de dar resposta à procura com cariz de grande infidelidade e assente na relação abundância-desinteresse que vem demonstrando. Esta situação permite também partilhar e introduzir outros efeitos endógenos e exógenos, assim como efeitos de campanhas promocionais, realizando os respectivos ajustes e partilha de previsões, facto que apresenta maior interesse que a partilha de vendas diária baseadas em sistemas Sales Based Ordering.
Desta forma, podem estabelecer-se situações de previsão dos produtores que serão posteriormente comunicadas a fornecedores, que por sua vez podem agrupar dados de vários produtores e desencadear uma previsão mais perto da realidade. Ao serem devolvidas as previsões ao produtor, este trabalhará de uma forma mais segura, com níveis de stock mais baixos e adequados e com planos directores de produção melhor adaptados, não apenas à procura diária coma à previsão da mesma. Este facto irá produzir parcerias melhor sincronizadas, ganhos multilaterais e benefícios evidentes para o cliente/consumidor final (Carvalho et al., 2000, p. 150).
A evolução futura deste programa levará a que ocorram transferência automáticas de previsões de vendas entre os diversos parceiros na cadeia de abastecimento, juntamente com a programação do vendedor, além de transferência de receitas/custos, necessidades ao nível dos recursos humanos, planeamento da cadeia de abastecimento, através da aplicação de sistemas de ERP em áreas como armazenagem e gestão de stocks.
O maior desafio, mas também um passo lógico no desenvolvimento do CPFR será a integração de actividades de sistemas de planeamento de ERP nas diversas parcerias entre organizações, o que se  traduzirá numa melhor colaboração e significará aumento de vendas, menores custos operacionais, melhoria de serviços em prol do cliente, redução de tempos de ciclo, entre outros benefícios (Fliedner, 2003, p. 20).

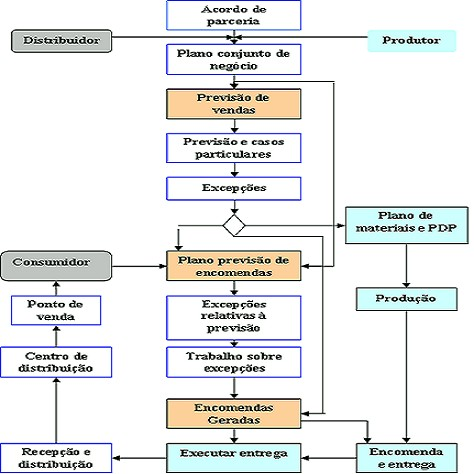
Programa CPFR, baseado em Carvalho et al. (2000, p. 150)

## Vantagens/Desvantagens do CPFR
Vantagens da aplicação do CPFR, tendo em conta três perspectivas (Fliedner, 2003, p. 17):

### Perspectiva do Varejista
- Aumento nas vendas;
- Acréscimo dos valores de nível de serviço;
- Maior rapidez na resposta aos pedidos;
- Redução do nível de existências, de produtos obsoletos e deteriorados.

### Perspectiva do Fabricante/Vendedor
- Aumento nas vendas
- Planos e taxas de produção melhor adaptadas;
- Redução do nível de existências;
- Tempos de ciclo com menor duração;
- Exigências relativas à capacidade de armazenagem são minoradas.

### Perspectiva da parceria na cadeia de abastecimento
- Diminuição de pontos intermédios no fluxo de materiais, tornando-o mais directo;
- Redução da incerteza na previsão de vendas;
- Decréscimo nas despesas ao longo do processo.

Ainda sobre este item, Carvalho et al. (2000, p. 153), apontam como benefícios do CPFR para as organizações em parceria, aspectos como:
- Oportunidades por explorar resultantes das vendas não efectuadas, por inexistência de adequação entre  procura e oferta na parte final da cadeia de abastecimento;
- Melhoria na gestão da incerteza das previsões e na eficiência dos processos que irão conduzir a uma redução do nível de existências;
- Redução do investimento em tecnologia para integração, visto este mesmo investimento poder ser repartido por mais parceiros estratégicos;
- Maior retorno do investimento total para as organizações que arriscam na parceria conjunta da previsão.

As desvantagens deste processo estão descritas no contexto dos obstáculos existentes à implementação do CPFR, mais à frente neste artigo.

## Implementação do CPFR
Principais passos do processo (Fliedner, 2003, p. 15):

### 1. Acordo inicial de parceria
- Estabelecimento de objectivos que se traduzem na redução de stock e de produtos obsoletos, assim como eliminação de vendas não efectuadas ou perdidas;
- Disponibilidade de recursos de hardware, software e medidores de desempenho;
- Expectativas de confidencialidade que permitam a existência da confiança necessária à partilha de informação entre organizações.

### 2. Plano de negócios conjunto
- Os intervenientes no processo, definem as suas estratégias individuais e os seus papéis dentro da parceria;
- Calendarização e planeamento da sequência de actividades que irão afectar os fluxos de cada produto  e a especificação de critérios de excepção, na manipulação das previsões de vendas entre os diferentes parceiros de negócio.

### 3. Previsão de vendas
- As empresas poderão já ter dados e procedimentos sobre as previsões de vendas;
- Os retalhistas têm um papel importante, visto serem eles a realizar a previsão em cada ponto de venda. A partilha desta informação permite previsões mais exactas e oportunas para retalhistas e vendedores.

### 4. Previsão conjunta
- Retalhistas e vendedores constituem uma base de dados informática, onde constam as suas mais recentes previsões de vendas;
- São analisados de uma forma conjunta os dados fornecido por ambos os intervenientes no processo, na perspectiva de analisar tendências, excepções. Se os pares de valores, de ambas as partes, ultrapassarem uma margem estabelecida de conformidade, é estabelecido de forma coordenada, informaticamente, um valor de previsão que seja consensual a ambas as organizações;
- É reunido um histórico de dados sobre as previsões individuais dos produtos, na perspectiva de determinar causas de excepções e impacto destas sobre as vendas.

### 5. Gestão de encomendas
- Concluídas as fases de planeamento e previsão, dá-se início à fase de reposição.
- Cada um dos passos referidos neste processo, são repetidos de uma forma cíclica, variando temporalmente, considerando os produtos de uma forma individual e de acordo a calendarização e planejamento estabelecidos entre as partes;
- É aconselhável que as organizações envolvidos revejam as suas parcerias anualmente mas que definam o processo diária, semanal ou mensalmente.

## Obstáculos existentes à implementação do CPFR
Fliedner (2003, p. 18) refere que algumas destas iniciativas ainda encontram barreiras na desconfiança e resistência à mudança que algumas organizações ainda possuem. Alguns dos obstáculos reunidos por este, são aqui retratados:
- Desconfiança/desconforto na partilha de informação, considerada delicada, por parte das organizações;
- Ausência de uma colaboração interna no que diz respeito às previsões de vendas;
- Custos associados à obtenção de tecnologia e especialização/formação inerentes a um processo desta natureza;
- Existência de quebras num padrão de partilha de informação que tem que necessariamente de existir;
- O factor da agregação da informação, nomeadamente saber o número de previsões e com que frequência são geradas;
- Receio de que as outra partes não estabeleçam uma verdadeira parceria baseada na confiança.